# Jon Johnson
Jon Johnson est un superviseur de montage son américain né le 16 octobre 1954 à Sheridan (Wyoming).
En 2001, il a obtenu l'Oscar du meilleur mixage de son aux Oscars du cinéma 2000 pour le film U-571.

## Filmographie
- 2007 : You Kill Me (supervision montage sonore)
- 2006 : The Astronaut Farmer (création sonore)
- 2006 : Amazing Grace (supervision montage sonore)
- 2005 : Voisin contre voisin (supervision montage sonore)
- 2005 : American Gun (supervision montage sonore)
- 2005 : Bienvenue en prison (supervision montage sonore)
- 2004 : Alamo (superviseur montage)
- 2001 : Une virée en enfer (supervision montage sonore)
- 2000 : U-571 (superviseur bruitage)
- 1998 : Piège à haut risque (supervision montage sonore)
- 1998 : Wicked (monteur son)
- 1998 : Payback (superviseur)
- 1996 : Independence Day (designer rédaction)
- 1995 : Stargate, la porte des étoiles (procédés effets sonores)
- 1994 : Last Seduction (superviseur montage)